# Kemiska vapen

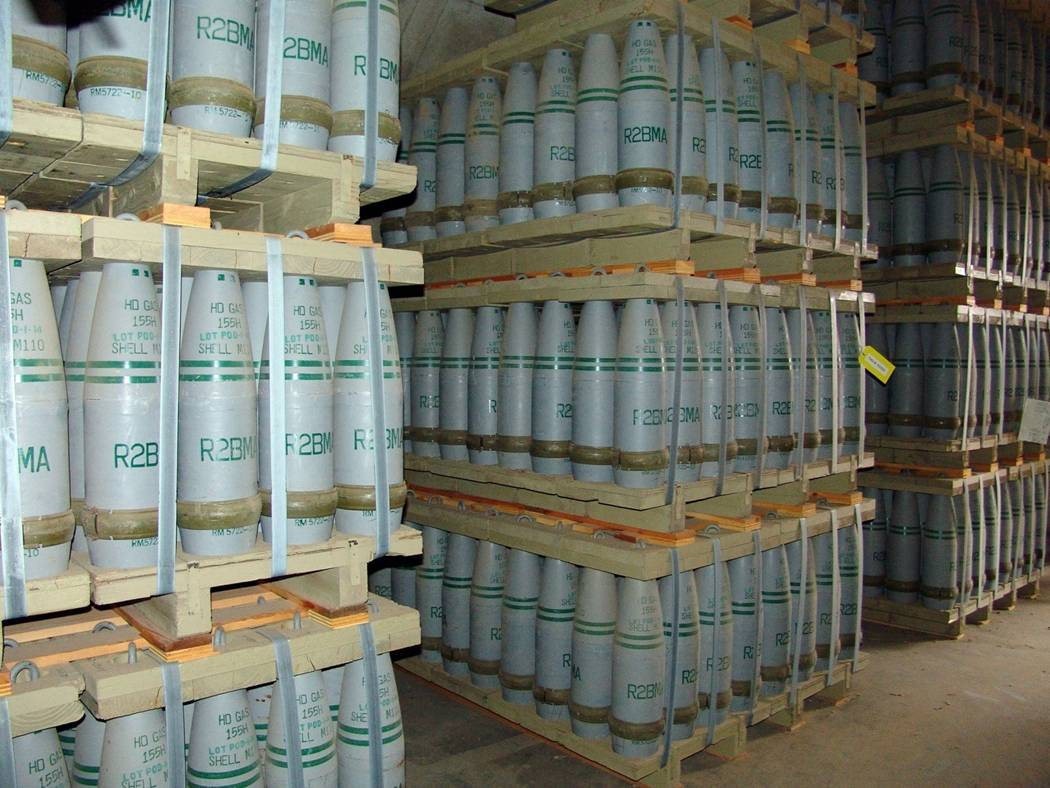
Pallar med 155mm senapsgasgranater i USA

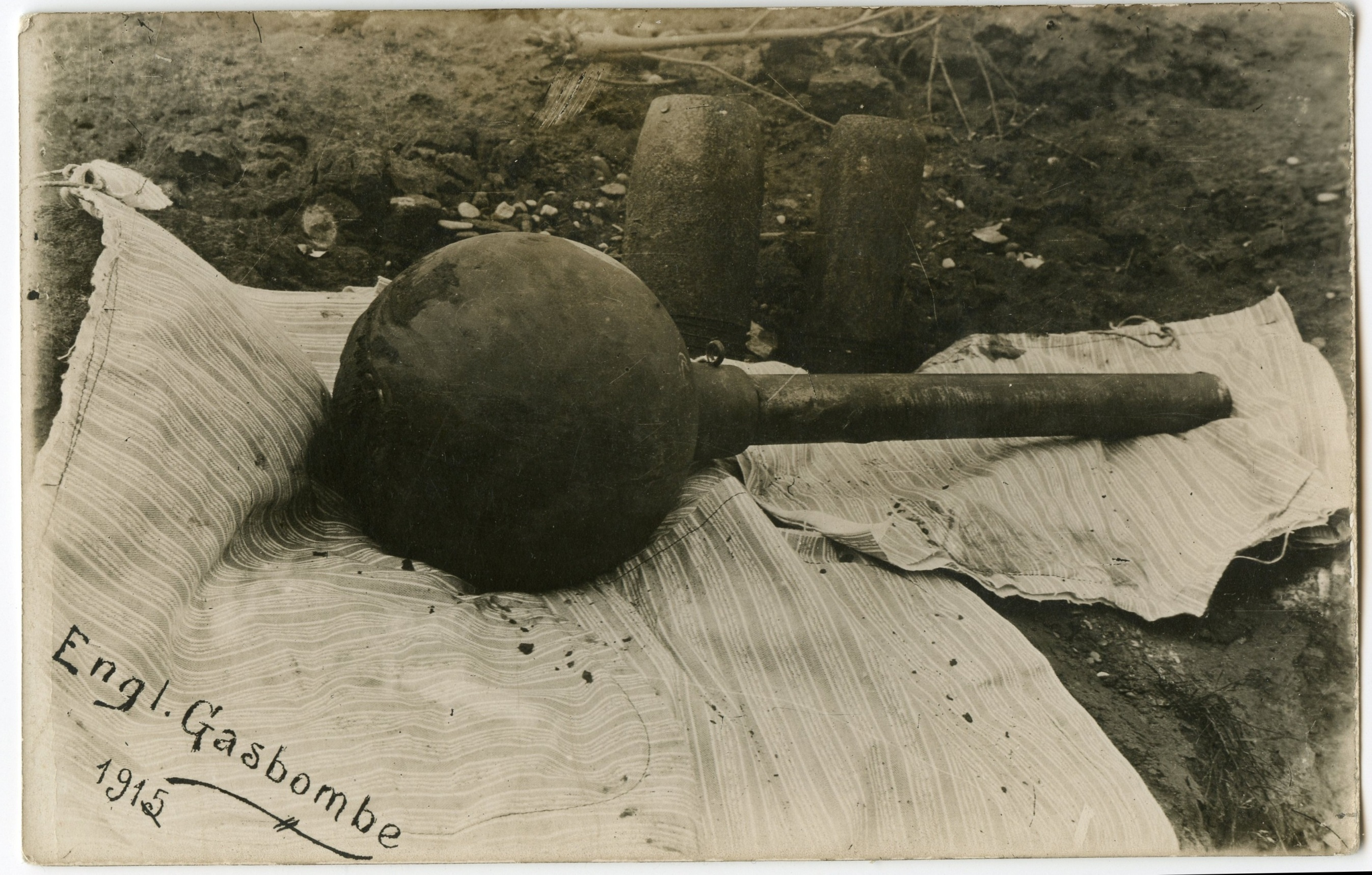
Engelsk gasbomb från första världskriget

Kemiska vapen, eller C-stridsmedel är vapen som baseras på kemikaliers giftighet, ofta i form av stridsgas. Exempel på detta är bland annat nervgas, senapsgas och tårgas. Användning av kemiska vapen i krig (inklusive icke-dödliga som till exempel tårgas) är förbjudet enligt folkrätten.
Kemiska vapen räknas som massförstörelsevapen, dit också biologiska och radiologiska vapen samt kärnvapen hör. Se även CBRN-krigföring.

## Historik
Under första världskriget användes kemiska vapen i stor omfattning. 1914 användes endast tårgas i liten skala men senare eskalerade den kemiska krigföring till användning av klor, senapsgas och fosgen.
1925 undertecknade många stater Genèveprotokollet som förbjöd krigföring med kemiska vapen. Protokollet förbjöd dock ej utveckling, tillverkning eller lagring av kemiska vapen, och det fanns ingen kontrollmyndighet som kunde genomdriva förbudet. Genève-protokollet byggde vidare på Haagkonventionerna från 1899, som förbjöd användningen av gifter i krig och spridandet av giftig gas med projektiler.
Under 1930-talet utvecklade Nazityskland de första nervgaserna i form av tabun och sarin. Tyskarna använde inte sina nervgaser under andra världskriget då de felaktigt trodde att de allierade kunde svara med samma mynt och de ville inte förgifta den mark de erövrade.
Med undantag för Japans krig i Kina, användes kemiska vapen inte under andra världskriget. (Nazityskland använde kemikalien Zyklon B i stor skala för att mörda människor i sina förintelseläger men detta var inte i öppen krigföring.) Dock byggde de krigförande staterna upp stora lager med kemiska vapen för att kunna vedergälla eventuella kemiska attacker. Under ett tyskt flyganfall mot den italienska hamnen i Bari sänktes libertyfartyget John Harvey som bar en last av senapsgas. Utsläppet av senapsgas bidrog till detta höga antalet dödade och skadade. Efter kriget dumpades stora mängder kemiska vapen till havs. När japanerna drog sig tillbaka från Kina efter kriget lämnade de efter sig stora lager med kemiska vapen.
I Vietnamkriget använde USA stora mängder avlövningsmedel för att förstöra skyddande vegetation och matgrödor. Detta anses vara lagligt, då avlövningsmedlen inte var avsedda att döda människor direkt även om det visade sig att det huvudsakliga avlövningsmedlet Agent Orange var förorenat med dioxin vilket ledde till död och sjukdom hos de som exponerades för den.
USA och Sovjetunionen byggde upp stora lager kemiska vapen under kalla kriget även om de aldrig använde dem.
Under Iran–Irak-kriget (1980–1988) använde Irak stora mängder kemiska vapen mot Iran och irakiska kurder. Under Kuwaitkriget (1990–1991) fruktade man att Irak ånyo skulle använda kemiska vapen, men så skedde inte, troligen på grund av att USA med flera länder hade egna massförstörelsevapen att vedergälla med. Iraks massförstörelsevapen blev föremål för en långdragen konflikt efter Kuwaitkriget, då Irak ställdes under internationella sanktioner i syfte att få Irak att avrusta dessa. Inga kemiska vapen användes under Irakkriget (2003), men i ett mindre antal fall har amerikanska soldater skadats av improviserade bomber som tillverkats av kemisk artilleriammunition.
Den japanska sekten Aum Shinrikyo utförde 20 mars 1995 ett attentat mot Tokyos tunnelbana med saringas som dödade 12 personer och skadade 1300.
1993 antogs konventionen om förbud mot kemiska vapen av många stater. Konventionen utvecklade Genève-protokollets förbud: förutom användning förbjöds också lagring, utveckling och tillverkning av kemiska vapen. Organisationen för förbud mot kemiska vapen grundades som en konsekvens av konventionen och har som uppgift att se till att förbudet efterlevs. 2015 stod endast sex stater utanför konventionen om förbud mot kemiska vapen och 90% av alla kända mängder kemiska vapen hade förstörts.

## Användning av kemiska vapen
- Första världskriget 1914–1918 (klorgas och senapsgas)
- Ryska inbördeskriget (1919) - diphenylaminechloroarsine (kvävande gas som framkallar blodig uppkastning) användes av brittiska trupper mot bolsjevikerna [4]
- Rifkriget 1920–1926 (av Spanien och Frankrike)
- Andra italiensk-abessinska kriget 1935 (senapsgas, av Italien)
- Andra kinesisk-japanska kriget 1937–1945 (av Japan)
- Malayakrisen 1948–1960 (avlövningsmedel av Storbritannien)
- Vietnamkriget 1957–1975 (avlövningsmedel, bl.a. Agent Orange, av USA. Tårgas, av båda sidor)
- Iran–Irak-kriget 1980–1988 (senapsgas, tabun och sarin, av Irak)
- Syriska inbördeskriget 2011–2013 (Saringas)

## Skydd mot kemiska vapen

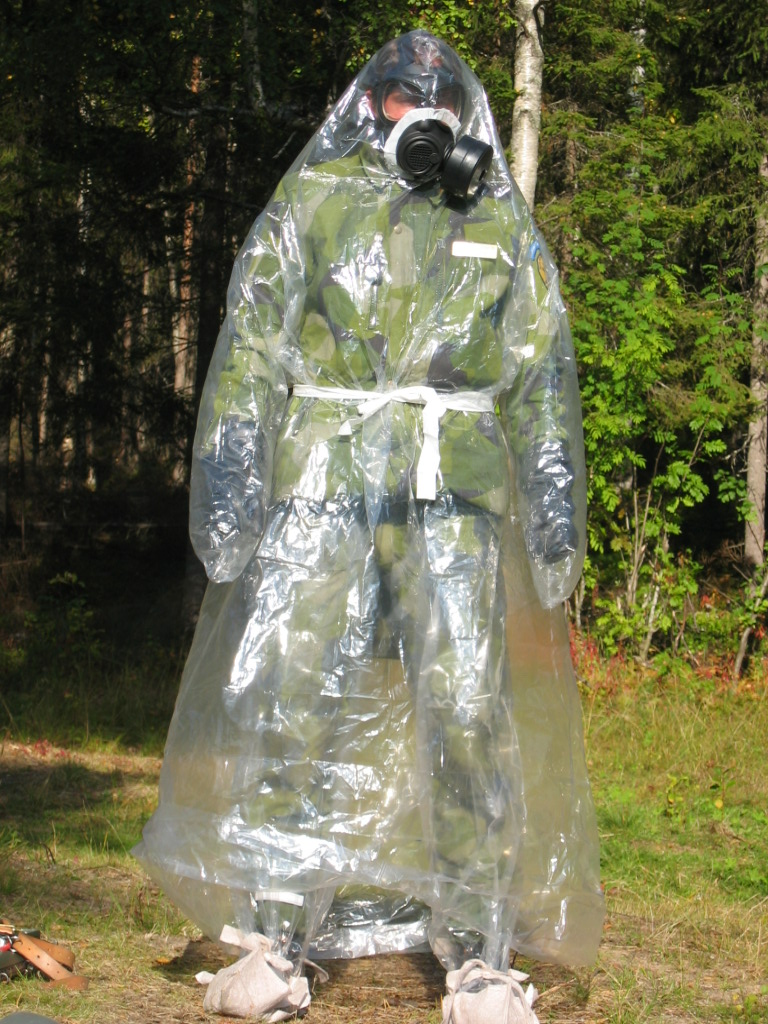
En soldat ur svenska armén iklädd skydd mot kemiska stridsmedel utan korrekt tätning mot mask (C-vätskeskyddet har utgått) samt Skyddsmask 90.

I Sverige delas för närvarande personlig skyddsutrustning 90 B/S ut till alla soldater som rycker in eller arbetar som befäl. 
Personlig skyddsutrustning 90 B/S består av:
- Skyddsmask 90 med filter
- C-vätskeskydd, fotdel (utgått)
- C-vätskeskydd, kroppsdel (utgått)
- Glasögonbåge 90 med synkorrektion (vid behov)
- Indikeringspapper 104, 2 block
- Indikeringspapper 105, 1 block
- Nervgasindikeringsbricka 90, 3 st
- Plastpåse 166 alt 159
- Skyddshandske 7
- Skyddsväska 90
- Torklapp 11

I kris- och krigstid tillkommer även:
- Autoinjektor 2K
- Nervgasprofylax,  (pyridostigmin, diazepam) 1 tablett av var sort
- Personsaneringsmedel 104, 1 flaska